# Sergio Sollima
Pour les articles homonymes, voir Sollima.
Sergio Sollima, né le 17 avril 1921 à Rome et mort dans cette ville le 1er juillet 2015, est un réalisateur et scénariste italien. Avec Leone et Corbucci, il fait partie des trois Sergio, qui se sont fait connaitre dans le western spaghetti ; il réalise en effet trois westerns avec Tomás Milián : Colorado, Le Dernier Face à face et Saludos hombre, un western au ton révolutionnaire.
Dans les années 1970, Sollima est également reconnu pour ses deux poliziotteschi (La Cité de la violence avec Charles Bronson et Michel Constantin et La Poursuite implacable avec Oliver Reed et Fabio Testi) et son unique giallo, Le Diable dans la tête avec Stefania Sandrelli, Micheline Presle et Maurice Ronet.

## Biographie

### Jeunesse et débuts
Sergio Sollima est né le 17 avril 1921 à Rome. En 1939, il s'inscrit à la faculté de droit, qu'il quitte en 1941 pour suivre une formation aux métiers de l'image au Centro sperimentale di cinematografia à Rome, l'école de cinéma la plus importante d'Italie. À partir de septembre 1943, il s'engage activement dans la Résistance, une expérience décisive dans son épanouissement. Après avoir repris ses études de cinéma, il travaille comme dramaturge et comme critique cinématographique, écrivant notamment un ouvrage sur l'histoire du cinéma américain paru en 1947. Il écrit également la pièce L'uomo e il fucile, jouée en 1948 sous la direction de Luigi Squarzina, avec Rossella Falk, Tino Buazzelli, Arnoldo Foà et le jeune Nino Manfredi, qui raconte l'histoire d'un groupe de partisans impliqués dans une opération d'espionnage américain.
Suivent Gli uccisori, une pièce dramatique inspiré du Facteur sonne toujours deux fois de James Cain et la pièce comique Apocalisse a Capri, jouée en 1951 par Mario Scaccia et la débutante Delia Scala ; il écrit également, avec Marcello Ciorciolini, la revue I pallinisti, sur les idées fixes dont les hommes deviennent la proie, jouée par Franco Parenti (également metteur en scène), Luisa Rossi, Giusi Raspani Dandolo et Renzo Palmer au Piccolo Teatro de Milan en 1957. Elle est suivie de Il destino si chiama A, représentée à Gênes, qui suscite de vives réactions en raison de son caractère trop avant-gardiste pour l'époque. En 1954, il fait partie des scénaristes du film Tripoli, bel suol d'amore de Ferruccio Cerio.
En 1957, il commence à travailler au Teatro Arlecchino de Rome comme metteur en scène de théâtre en prose légère, et y dirige la troupe T58, avec Gianni Agus, Gianni Bonagura, Valeria Moriconi, Roberto Paoletti, Franca Rame, puis la troupe T59, avec Franca Valeri, Ugo Tognazzi, Maria Fiore, Gisella Sofio, Anna Campori, Luisella Boni dans un certain nombre de pièces en un acte en partie écrites par lui-même dont Tempo di ridere,  La Prima ou Celestina e i vagabondi,. Il met en scène également Prima della prima de Sacha Guitry, avec Raffaele Pisu, Gianni Bonagura et Valeria Moriconi,.
Il commence à travailler au cinéma, comme assistant réalisateur dans Trieste mia! (Mario Costa, 1951), Solo per te Lucia (Franco Rossi, 1952), Terre étrangère et Baracca e burattini (Sergio Corbucci,1953). Il collabore également avec Alberto De Martino dans les documentaires d'enquête Intervista al cervello sur la vie dans les asiles psychiatriques et Turismo colice sur les jeunes pratiquant l'auto-stop à travers l'Europe, puis travaille comme assistant de Domenico Paolella. Ses véritables débuts en tant que réalisateur se font dans le film à sketches Les Amours difficiles (1962) dont il réalise l'épisode Les Femmes.

### Trois films d'espionnage
Le cinéma italien commençant à s'inscrire dans la mode des films d'espionnages, Sollima se lance dans un genre qu'il apprécie car il est amateur des romans de Ian Fleming et de Paul Kenny. Pour faire plus américain, la production lui impose de prendre un pseudonyme et c'est donc sous le nom de Simon Sterling qu'il réalise en 1965 Agent 3S3, passeport pour l'enfer, puis l'année d'après Agent 3S3, massacre au soleil. Enfin Sergio Sollima signe un troisième et dernier film d'espionnage avec Un certain Monsieur Bingo.

### Trois westerns
Au milieu des années 1960, le principal producteur de western en Italie, Alberto Grimaldi, propose à Sollima le scénario de Colorado. Sollima réécrit en partie le scénario avec l'aide de Franco Solinas et en août 1966 il commence le tournage du film pour lequel il a engagé Lee Van Cleef et un jeune acteur cubain qu'il a repéré : Tomás Milián. Exploité en salle en mars 1967, Colorado obtient un grand succès en Italie, mais aussi en France et même aux États-Unis.  
Mais Sergio Sollima travaille déjà sur le tournage de son deuxième western Le Dernier Face à face, avec Gian Maria Volontè et Tomás Milian. Le film sort en novembre 1967 et obtient un énorme succès. En 1968, Sergio Sollima tourne un nouveau western, Saludos hombre, dans lequel joue son acteur désormais fétiche, Tomás Milián, aux côtés d'un acteur irlandais qu'il vient de repérer, Donald O'Brien. Si ce troisième et dernier western est un succès en Italie où il devient un « western zapata » symbole de Lotta continua et de la gauche italienne, en revanche il passe totalement inaperçu en France car il est programmé en plein mois d'août.

### Les autres films
Après sa série de western, Sergio Sollima souhaite changer de sujet et décide de s'attaquer au poliziottesco, genre qu'il affectionne tout particulièrement. En 1970, il réalise La Cité de la violence, dans lequel Charles Bronson incarne un tueur à gages. Trois ans plus tard, il tourne La Poursuite implacable, avec comme acteurs : Oliver Reed et Fabio Testi. L'échec commercial de ce dernier film porte un coup sérieux à la carrière de Sollima. Entre-temps celui-ci avait réalisé un giallo, genre cinématographique qui était alors très populaire en Italie, Le Diable dans la tête, avec Micheline Presle et Maurice Ronet, sorti en 1972.
Sergio Sollima parvient à rebondir en adaptant pour le cinéma et pour la télévision des romans de l'écrivain populaire italien Emilio Salgari. En 1976 il tourne pour la télévision italienne la mini-série Sandokan avec Kabir Bedi, et réalise la même année un nouveau long-métrage, Le Corsaire noir, un film d'aventures, adaptant un roman de Salgari.
Il meurt à Rome le 1er juillet 2015 à l'âge de 94 ans,

### Postérité
Son fils Stefano Sollima, également réalisateur, a dédié son film Suburra (2015) à sa mémoire.

## Filmographie

### Réalisateur et scénariste

#### Au cinéma
- 1962 : Les Amours difficiles (L'amore difficile), film à sketches coréalisé avec Nino Manfredi, Luciano Lucignani, Alberto Bonucci
- 1965 : Agent 3S3, passeport pour l'enfer (Agente 3S3 Passaporto per l'inferno)
- 1966 : Agent 3S3, massacre au soleil (Agente 3S3 Massacro al sole)
- 1966 : Un certain Monsieur Bingo (Requiem per un agente segreto)
- 1966 : Colorado (La resa dei conti)
- 1967 : Le Dernier Face à face (Faccia a faccia)
- 1968 : Saludos hombre (Corri uomo corri)
- 1970 : La Cité de la violence (Città violenta)
- 1972 : Le Diable dans la tête (Il diavolo nel cervello)
- 1973 : La Poursuite implacable (Revolver)
- 1976 : Le Corsaire noir (Il corsaro nero)
- 1977 : La tigre è ancora viva: Sandokan alla riscossa!
- 1993 : Berlin 39

#### À la télévision
- 1976 : Sandokan (série télé en six épisodes de 55 minutes)
- 1981 : I ragazzi di celluloide (série télé en 2x3 épisodes)
- 1987 : Uomo contro uomo (it) (téléfilm en deux parties)
- 1989 : Passi d'amore (it) (téléfilm en deux parties)
- 1992 : Adieu, mon fils (Solo per dirti addio) (téléfilm)
- 1998 : Le Fils de Sandokan (Il figlio di Sandokan) (série télévisée en trois épisodes — inédit)

### Scénariste
- 1951 : Les Volets clos (Persiane chiuse) de Luigi Comencini
- 1954 : Tripoli, bel suol d'amore de Ferruccio Cerio
- 1958 : Carosello di canzoni (it) de Luigi Capuano
- 1958 : Aventure à Naples (Ricordati di Napoli) de Pino Mercanti
- 1959 : Il mondo dei miracoli de Luigi Capuano
- 1960 : Le Retour de Robin des Bois (Il cavaliere dei cento volti) de Pino Mercanti
- 1960 : Madri pericolose de Domenico Paolella
- 1960 : Les Blousons noirs de la chanson (I Teddy boys della canzone) de Domenico Paolella
- 1961 : La Fureur d'Hercule (Ursus) de Carlo Campogalliani
- 1961 : L'Épée du châtiment (Una spada nell'ombra) de Luigi Capuano
- 1961 : Goliath contre les géants (Goliath contro i giganti) de Guido Malatesta
- 1961 : Le Secret de l'épervier noir (Il segreto dello sparviero nero) de Domenico Paolella
- 1962 : Hercule se déchaîne (La furia di Ercole) de Gianfranco Parolini
- 1962 : Maciste à la cour du cheik (Maciste contro lo sceicco) de Domenico Paolella
- 1962 : Ursus le rebelle (Ursus gladiatore ribelle) de Domenico Paolella
- 1963 : Les Dix Gladiateurs (I dieci gladiatori) de Gianfranco Parolini
- 1964 : Le Triomphe des dix mercenaires (Il trionfo dei dieci gladiatori) de Nick Nostro
- 1964 : Spartacus et les dix gladiateurs (Invincibili dieci gladiatori) de Nick Nostro

## Théâtre
- 1947 : L'uomo e il fucile de Sergio Sollima, mis en scène par Luigi Squarzina.
- 1948: Gli uccisori
- 1951: Apocalisse a Capri
- 1956: I pallinisti,
- 1956: La Prima
- 1956: Celestina e i vagabondi